# Amphisbetetus primus
Amphisbetetus primus là một loài ruồi trong họ Asilidae. Amphisbetetus primus được Paramonov miêu tả năm 1966. Loài này phân bố ở miền Australasia.